# اوگنیا (سرده)
اوگنیا یا جم (نام علمی: Eugenia) نام یک سرده از تیره موردیان است.